# 湖北水库列表
至2007年，湖北省共有大型水库61座，按库容量依次为三峡水库、丹江口水库、隔河岩水电站、漳河水库、富水水库、黄龙滩水库、白莲河水库、徐家河水库、葛洲坝、陆水水库、王英水库、浮桥河水库、温峡口水库、洈水水库、陡岭子水库、青山水库、洞坪水库、惠亭水库、王甫洲水利枢纽、梅院泥水库、夏家寺水库、西排子河水库、先觉庙水库、封江口水库、大同水库、熊河水库、高关水库、西北口水库、吴山水库、金沙河水库、巩河水库、花山水库、郑家河水库、明山水库、三河口水库、黑屋湾水库、天堂水库、红水河水库、石门集水库、石门水库、三道河水库、古洞口水库、垅坪水库、华阳河水库、云台山水库、太湖港水库、朝阳寺水库、莺河二库、莺河一库、黄坡水库、孟桥川水库、南川水库、尾斗山水库、张家咀水库、道观河水库、三湖连江水库、霍河水库、牛车河水库、八字门水库、观音岩水库、花园水库。
根据中华人民共和国水利部发布的《中国水库名称代码》（中华人民共和国行业标准SL259-2000）将湖北省所有大型水库及中型水库按地级市列表如下：

## 大型水库
| 水库              | 水系               | 总库容         | 位置         |
| ----------------- | ------------------ | -------------- | ------------ |
| 三峡水库          | 长江               | 393            | 宜昌市       |
| 丹江口水库        | 汉江               | 175(加高後290) | 丹江口市     |
| 水布垭水电站      | 清江               | 45.8           |              |
| 隔河岩水电站      | 清江               | 34.70          |              |
| 漳河水库          | 漳河               | 20.35          | 荆门市       |
| 富水水库          | 富水河             | 16.65          |              |
| 黄龙滩水库        | 堵河               | 11.63          |              |
| 白莲河水库        | 浠水河             | 11.40          |              |
| 徐家河水库        | 府河支流徐家河     | 7.34           | 广水市       |
| 葛洲坝            | 长江               | 7.11           | 宜昌市       |
| 陆水水库          | 陆水               | 7.06           |              |
| 王英水库          | 富水河             | 5.84           |              |
| 浮桥河水库        | 举水               | 5.40           |              |
| 温峡口水库        | 汉江支流           | 5.20           |              |
| 洈水水库          | 洈水               | 5.12           |              |
| 陡岭子水库        | 金钱河             | 4.84           |              |
| 青山水库          | 青山河             | 4.29           |              |
| 洞坪水库          | 清江、忠建河       | 3.43           |              |
| 惠亭水库          | 京山河             | 3.14           |              |
| 王甫洲水利枢纽    | 汉江               | 3.10           |              |
| 鄂坪水库          | 汇湾河             | 3.027          | 竹溪县       |
| 梅院泥水库        | 栗树河、泊漠河     | 2.95           |              |
| 夏家寺水库        | 滠水支流长堰河     | 2.90           |              |
| 西排子河水库      | 小清河分支西排子河 | 2.82           |              |
| 先觉庙水库        | 府河               | 2.75           |              |
| 封江口水库        | 府河               | 2.65           | 随州市       |
| 大同水库          | 蕲水               | 2.55           |              |
| 熊河水库          | 唐白河             | 2.54           |              |
| 高关水库          | 大富水             | 2.12           |              |
| 西北口水库        | 黄柏河             | 2.10           | 宜昌市夷陵区 |
| 吴山水库          | 溠水               | 1.89           |              |
| 金沙河水库        | 倒水               | 1.80           |              |
| 巩河水库          | 巩河               | 1.73           |              |
| 花山水库          | 狮河               | 1.73           |              |
| 郑家河水库        | 府河支流漳河       | 1.71           |              |
| 明山水库          | 举水               | 1.69           |              |
| 三河口水库        | 举水               | 1.65           |              |
| 黑屋湾水库        | 府河               | 1.63           |              |
| 天堂水库          | 巴水               | 1.62           |              |
| 红水河水库        | 小清河分支黑水河   | 1.61           |              |
| 石门集水库        | 清凉河             | 1.54           |              |
| 石门水库 (钟祥)   | 寨子河             | 1.53           | 钟祥市       |
| 三道河水库        | 蛮河               | 1.50           |              |
| 古洞口水库        | 香溪河             | 1.48           |              |
| 垅坪水库          | 华阳河             | 1.33           |              |
| 华阳河水库        | 滚河支流           | 1.23           |              |
| 云台山水库        | 黑河               | 1.23           |              |
| 太湖港水库        | 沮漳河             | 1.22           |              |
| 朝阳寺水库        | 唐岩河             | 1.21           |              |
| 莺河二水库        | 莺河               | 1.19           |              |
| 莺河一水库        | 莺河               | 1.19           |              |
| 黄坡水库          | 敖河               | 1.19           |              |
| 孟桥川水库        | 汉江               | 1.13           |              |
| 南川水库          | 淦河               | 1.12           |              |
| 尾斗山水库        | 举水               | 1.11           |              |
| 张家嘴水库        | 浠水               | 1.10           | 黄冈市英山县 |
| 道观河水库        | 举水               | 1.10           |              |
| 三湖连江水库      | 白湖               | 1.06           |              |
| 霍河水库          | 堵河               | 1.03           |              |
| 牛车河水库        | 巴水               | 1.01           |              |
| 八字门水库        | 大富水             | 1.01           |              |
| 观音岩水库 (孝昌) | 澴河支流晏家河     | 1.00           | 孝昌县       |
| 花园水库          | 蕲河               | 1.00           |              |
| 大洪山水库        |                    |                | 随州市       |
| 天河口水库        |                    |                | 随州市       |

## 武汉市
- 少潭河水库  武汉市新洲区
- 道观河水库  武汉市新洲区
- 三姑井水库  武汉市黄陂区
- 泥河水库  武汉市黄陂区
- 矿山水库  武汉市黄陂区
- 巴山水库  武汉市黄陂区
- 院基寺水库  武汉市黄陂区
- 梅店水库  武汉市黄陂区
- 夏家寺水库  武汉市黄陂区

## 孝感市
- 八汊洼水库  孝感市孝南区
- 丰店水库 大梧县
- 宣化水库  大梧县
- 界牌水库  大悟县
- 芳畈水库  大悟县
- 宣化水库  大悟县
- 姚河水库  大悟县
- 彭店水库  大悟县
- 丰店水库  大悟县
- 罗汉坡水库  大悟县
- 滑石冲水库 孝昌县
- 观音岩水库  孝昌县
- 金盆水库  孝昌县
- 郑家河水库 安陆市
- 清水河水库  安陆市
- 幸福水库  安陆市
- 渔子河水库 应城市
- 短港水库  应城市

## 随州市
- 环潭水库  随州市
- 鲁城河水库  随州市
- 罗河水库  随州市
- 永民河水库  随州市
- 游河沟水库  随州市
- 双河水库  随州市
- 马鞍山水库  随州市
- 桃园河水库  随州市
- 黑龙口水库  随州市
- 两河口水库  随州市
- 白果河水库  随州市
- 永民河水库  随州市
- 唐王水库  随州市
- 新峰水库  随州市
- 游河水库  随州市
- 双河水库  随州市
- 青林水库  随州市
- 黑屋湾水库  随州市
- 吴山水库  随州市
- 封江口水库  随州市
- 天河口水库  随州市
- 龙脉水库  随州市
- 大洪山水库  随州市
- 先觉庙水库  随州市
- 飞沙河水库 广水市
- 高峰寺水库  广水市
- 黑洞湾水库  广水市
- 花山水库  广水市
- 飞沙河水库  广水市
- 许家冲水库  广水市
- 徐家河水库  广水市
- 霞家河水库  广水市
- 许家冲水库  广水市

## 荆门市
- 南河水库  荆门市
- 车桥水库  荆门市掇刀区
- 樊桥水库  荆门市掇刀区
- 凤凰水库  荆门市掇刀区
- 建泉水库  荆门市东宝区
- 象河水库  荆门市东宝区
- 漳河水库  荆门市东宝区
- 岩垱水库  荆门市东宝区
- 龙泉水库  荆门市东宝区
- 潘集水库 沙洋县
- 雨林山水库  沙洋县
- 乐山坡水库  沙洋县
- 杨树垱水库  沙洋县
- 龙垱水库  沙洋县
- 金鸡水库  沙洋县
- 安洼水库  沙洋县
- 北山水库 钟祥市
- 峡卡河水库  钟祥市
- 龙峪湖水库  钟祥市
- 温峡口水库  钟祥市
- 洪山寺水库  钟祥市
- 黄坡水库  钟祥市
- 铜钱山水库  钟祥市
- 石門水庫  钟祥市
- 陈坡水库  钟祥市
- 吴岭水库 京山市
- 石龙水库  京山市
- 绿水堰水库  京山市
- 惠亭水库  京山市
- 高关水库  京山市
- 刘畈水库  京山市
- 余家河水库  京山市
- 八字门水库  京山市
- 叶畈水库  京山市
- 大观桥水库  京山市

## 襄阳市
- 肖家爬水库  襄阳区
- 马张河水库  襄阳区
- 柳堰集水库  襄阳区
- 罗岗水库  襄阳区
- 渭水水库  襄阳区
- 石河畈水库  襄阳区
- 秦嘴水库  襄阳区
- 冢子湾水库  襄阳区
- 回龙河水库  襄阳区
- 官沟水库  襄阳区
- 西排子河水库  襄阳区
- 红水河水库  襄阳区
- 黑青河水库  襄阳区
- 黑虎山水库 老河口市
- 腾庄水库  老河口市
- 武家营水库  老河口市
- 古城水库  老河口市
- 冯营水库  老河口市
- 唐沟水库  老河口市
- 王甫洲水库  老河口市
- 孟桥川水库  老河口市
- 花庄水库 南漳县
- 三道河水库  南漳县
- 石门集水库  南漳县
- 云台山水库  南漳县
- 黑石沟水库 宜城市
- 郝家冲水库  宜城市
- 湾河水库  宜城市
- 朝阳寺水库  宜城市
- 鲤鱼桥水库  宜城市
- 小南河水库  宜城市
- 湾河水库  宜城市
- 陡沟水库  宜城市
- 莺河一库  宜城市
- 莺河二库  宜城市
- 黄冲水库  宜城市
- 谭湾水库  宜城市
- 西河水库 枣阳市
- 邢川水库  枣阳市
- 吉河水库  枣阳市
- 北郊水库  枣阳市
- 小黄河水库  枣阳市
- 资山水库  枣阳市
- 周桥水库  枣阳市
- 刘桥水库  枣阳市
- 罗桥水库  枣阳市
- 沙河水库  枣阳市
- 姚棚水库  枣阳市
- 东郊水库  枣阳市
- 马安山水库  枣阳市
- 汕坊湾水库  枣阳市
- 石梯水库  枣阳市
- 烈士陵水库  枣阳市
- 高庵水库  枣阳市
- 清潭水库  枣阳市
- 大黄河水库  枣阳市
- 华阳河水库  枣阳市
- 熊河水库  枣阳市
- 徐嘴水库  枣阳市
- 前进水库 谷城县
- 团湖水库  谷城县
- 龙潭水库  谷城县
- 谭口水库  谷城县
- 狮子岩水库  谷城县
- 白水峪水库  谷城县
- 南河水库  谷城县

## 十堰市
- 马家河水库  十堰市茅箭区
- 茅塔河水库  十堰市茅箭区
- 黄龙滩水库  十堰市张湾区
- 官山河水库 丹江口市
- 丹江口水库 丹江口市
- 浪河水库  丹江口市
- 谭家河水库 竹山县
- 霍河水库  竹山县
- 石庙子水库 竹溪县
- 竹溪河水库  竹溪县
- 六里峡水库 房县
- 谭家湾水库  房县
- 汪家河水库  房县
- 梅铺水库 郧县
- 滔河水库  郧县
- 巨家河水库  郧县
- 马鞍关水库 郧西县
- 土门水库  郧西县

## 宜昌市
- 三峡水库  宜昌市
- 葛洲坝水库  宜昌市西陵区
- 西北口水库 宜昌县
- 尚家河水库  宜昌县
- 沙坪水库  宜昌县
- 王家坝水库  宜昌县
- 汤渡河水库  宜昌县
- 官庄水库  宜昌县
- 泉河水库 当阳市
- 三星寺水库  当阳市
- 刘家冲水库  当阳市
- 官道河水库  当阳市
- 跑马水库  当阳市
- 白河水库  当阳市
- 花山水库  当阳市
- 杨树河水库  当阳市
- 巩河水库  当阳市
- 鲁家港水库 枝江市
- 石子岭水库  枝江市
- 胡家畈水库  枝江市
- 善溪冲水库  枝江市
- 火山口水库  枝江县
- 九道河水库 宜都市
- 高坝洲水库  宜都市
- 熊渡水库  宜都市
- 白洪溪水库  宜都市
- 大溪水库  宜都市
- 香客岩水库  宜都市
- 天福庙水库 远安县
- 隔河岩水库 长阳县

## 荆州市
- 太湖港水库  荆州市荆州区
- 沙港水库  荆州市荆州区
- 文家河水库 松滋市
- 南河水库  松滋市
- 北河水库  松滋市
- 洈水水库  松滋市
- 卷桥水库 公安县

## 咸宁市
- 南川水库  咸宁市咸安区
- 四门楼水库  咸宁市咸安区
- 陆水水库 赤壁市
- 松柏湖水库  赤壁市
- 双石水库  赤壁市
- 黄沙水库  赤壁市
- 香山水库 崇阳县
- 台山水库  崇阳县
- 杨林桥水库  崇阳县
- 青山水库  崇阳县
- 石壁水库  崇阳县
- 百太潭水库 通城县
- 云溪水库  通城县
- 龙潭水库  通城县
- 左港水库  通城县
- 东冲水库  通城县
- 阁壁水库  通城县
- 渗子湖水库 嘉鱼县
- 三湖连江水库  嘉鱼县
- 石门水库 通山县
- 雨山水库  通山县
- 石门塘水库  通山县

## 鄂州市
- 石桥水库  鄂州市鄂城区

## 黄石市
- 小青山水库 阳新县
- 富水水库  阳新县
- 蔡贤水库  阳新县
- 罗北口水库  阳新县
- 王英水库  阳新县
- 毛铺水库 大冶市
- 杨桥水库  大冶市
- 九眼桥水库  大冶市

## 黄冈市
- 横河水库 团风县
- 付河一库水库  团风县
- 金盆寨水库  团风县
- 龙潭河水库  团风县
- 回龙一水库  团风县
- 庙河水库  团风县
- 牛车河水库  团风县
- 烟包地水库 红安县
- 檀树岗水库  红安县
- 八角庙水库  红安县
- 火连畈水库  红安县
- 金沙河水库  红安县
- 尾斗山水库  红安县
- 芭茅河水库 麻城市
- 大河铺水库  麻城市
- 大旗山水库  麻城市
- 大坳水库  麻城市
- 三河口水库  麻城市
- 碧绿河水库  麻城市
- 浮桥河水库  麻城市
- 明山水库  麻城市
- 杉林河水库  麻城市
- 黑石嘴水库  麻城市
- 双河口水库 罗田县
- 响水潭水库  罗田县
- 凤凰关水库  罗田县
- 东安河水库  罗田县
- 跨马墩水库  罗田县
- 天堂水库  罗田县
- 天堂二级水库  罗田县
- 白莲河水库 浠水县
- 白洋河水库  浠水县
- 梅子山水库  浠水县
- 红花水库 英山县
- 张家嘴水库  英山县
- 占河水库  英山县
- 大同水库 蕲春县
- 落马桥水库  蕲春县
- 鹞英岩水库  蕲春县
- 红石桥水库  蕲春县
- 花园水库  蕲春县
- 黄河厂水库  蕲春县
- 古角水库 黄梅县
- 永安水库  黄梅县
- 垅坪水库  黄梅县
- 荆竹水库 武穴市
- 仙人坝水库  武穴市
- 大金水库  武穴市
- 梅川水库  武穴市
- 仙人坝水库  武穴市

## 恩施州
- 车坝水库 恩施市
- 福宝山水库 利川市
- 四十二坝水库 建始县
- 龙洞水库 宣恩县
- 朝阳寺水库 咸丰县
- 新峡水库 来凤县